# ルパン三世Y
『ルパン三世Y』（ルパンさんせいワイ）は、日本の漫画作品。山上正月作、モンキー・パンチ監修。

## 概要
第一期は1998年から2003年まで『Weekly漫画アクション』に連載された。同誌の一時休刊と共に連載終了。コミックス、文庫版共に全20巻。
タイトルの「Y」とは作画担当の山上正月を表しており、この作品に限らず、モンキー・パンチ以外が描いた漫画版『ルパン三世』のタイトルには作画担当者の頭文字が添えられる事が多い（いわゆる『Shusay版』も『ルパン三世S』と呼ばれる事がある）。作品の内容は社会風刺した内容や、実在している国名を使ったり、実在している人物をパロディにしてみたりという内容になっている。また、この作品のルパンは、『女神は二度微笑む』より先に連載された『誰がために星は瞬く』で愛銃のワルサーP38を使用していたが、その後は、ワルサーP38の正当な後継ハンドガンであるワルサーP99に更新した。
『Weekly漫画アクション』での連載終了後、『ルパン三世officialマガジン』で読み切りが掲載され、同雑誌の'09年夏号より不定期連載が開始された。12'年夏号からは長編「11章第7節のエレベーター編」が開始され、『ルパン三世officialマガジン』が紙媒体からWebマガジンへ移行し、さらにWebマガジンとしての更新が終了した後も『WEBコミックアクション』に移籍して不定期連載を継続していたが、2020年1月を最後に更新が止まり、同年に双葉社の新しい漫画サイト『webアクション』がオープンした際、『WEBコミックアクション』の連載作品が揃って『webアクション』に移籍する中、本作品は移籍することがなかった。そのまま作品ページも削除され、2024年4月現在、連載再開が未定の状態となっている。

## サブタイトル
なお、連載時･総集編収録時・単行本収録時で、作品収録順が若干異なる。
1. 女神は二度微笑む
2. 警部の優雅な休暇
3. お子様の好きなスポーツ
4. 盗賊と四十人のルパン
5. 暗闇のボンマルシェ
6. 香港最後の日
7. 八百長こそ我が命
8. すべての芸術は犯罪的である
9. 大陸縦断鉄道を盗め！（総集編第一作）
10. 読めよ、伝えよ、知に満てよ
11. 荒野の秘剣
12. 誰がために星は瞬く（連載第一作）
13. 一億ドルの賞金首
14. 水晶ドクロに語らせろ!!
15. ピンクダイヤ
16. 銭形の最も危険な日
17. 真夏の夜の怪奇
18. ブラックガンマン
19. ゲームは終わらない
20. 魔人はゲノムと共に
21. 猫と泥棒
22. ナイルに消えた涙
23. 強い女はルパンを招く
24. 盗まれたルパン
25. 真夜中の大迷走
26. 欲望と殺戮の孤島
27. クリスマスに最高のお宝を
28. 開かれる千年の輝き
29. 男なら走りぬけ
30. 青春タイムリミット
31. 黄金の第四帝国地図
32. 魔剣風牙
33. 埋葬された蒼い町
34. 銭形は雌狐と春を見るか!?
35. その先の光
36. 幻のアンタレス
37. 届けられた少年
38. エレクトロニック・ゲート
39. 伝説の白鯨を追え!!
40. 一瞬のスリルは永遠の輝き
41. 消えざる剣士の系譜
42. 許されざる人形の家
43. 女とダイヤのだまし合い
44. 不二子に愛のメロディを
45. 闇に住む者たちの夜
46. 女神の手は何を握るか!?
47. 20世紀を盗み出せ!
48. 史上最大の奪還作戦!!
49. 天使への道は見えているか!?
50. 風雅に奪え!!幻の逸品
51. 探偵とナイフと大泥棒
52. 眠れる人魚を起こすのは誰だ!?
53. 砂に消えた銃声
54. 鳩も鳴かずば盗まれまい
55. 孤独な女王は夢を見る
56. 殺人金庫をやぶれ!
57. 強敵!?キチンとした泥棒!!
58. 超高速地下列車の秘密は!?
59. それは銃撃から始まった・・・
60. 宝星の行方を追え!
61. 泥棒だって歯は命!
62. サバイバルの報酬
63. 禁断のビーナス誕生
64. 見知らぬ四世たち来たる!!
65. 地獄から愛をこめて
66. 鬼に魅せられた五右エ門
67. ルパン消滅のカウントダウン
68. サル・ロボ・ルパンの大迷走!!
69. 金塊は重いが盗むは軽い
70. 古時計屋敷
71. サンタ フロム アンダー グラウンド ヘブン
72. 海上都市船の大攻防
73. 世界の果てにある宝
74. 町おこし金庫は永遠に…
75. 久々なる砂城
76. ルパンが見た未来
77. 天翔るルパン
78. 逃げる2人
79. 砂漠の夜の夢
80. 女のケンカはルパンも喰わぬ
81. 不滅のお宝を奪取せよ（最終話）

### 単独掲載のエピソード
1. 踊るパズル金庫に踊れ！（単発読み切りとしてVol.16に掲載）

### 連載再開後のエピソード
1. 死闘は夜明けに終った
2. その鎧は遠い縁と深い幻を招く
3. 次元の最も忙しい日
4. とっつぁんが長期休暇をとった理由
5. ブラブラルパンとニャーニャーネコドーム
6. 怪人百面体は誰でしょう
7. 11章第7節のエレベーター

## ルパンに協力する人物
モンビジョー
「盗賊と四十人のルパン」に初登場。普段は、風俗店やカジノのオーナーを務めているが、本業は、裏世界で武器の密売などを行っている。幅広い情報網を持っており、時々ルパンに情報を提供している。用心深い性格の為、表側の世界にはなるべく顔を出さないようにしている。通称「地獄耳のモンビジョー」。ルパンに発信機のコピー製作と40人のベドウィンの雇用を依頼され、用意して来た際には、古い取引相手であるカダフィ大佐をルパンに紹介。さらには、ルパンがエジプトに埋蔵されていた原爆を発掘した際には、その原爆の解説を行った。
博士
「銭形の最も危険な日」に初登場。ルパンが資金援助をしている科学者で、秋野を始めとする助手や部下の研究員がいる。ルパンに内緒で開発した、健康管理を目的とした人工免疫体の10億倍の大きさをした擬似ナノスを事故によって暴走させてしまい、暴走を止める為に、擬似ナノスを倒す為のナノマシンを開発。弾丸の中に入れて、ルパンに提供している。その後も、お宝のありそうな場所の情報をルパンに提供しており、「男なら走りぬけ!!」では、部下の研究員の一人の裏切りによって、開発中であった「ウォーターエンジン」とその設計図ファイルを持ち出されてしまっている（依頼主は峰不二子だった）。

## 数話登場したゲストキャラクター
オルガ
連載第一話「誰がために星は瞬く」に初登場。ルパンが盗み出した金庫の中に入っていた少女。当初は記憶喪失だといっていたが、それは芝居で、正体は国際窃盗団「大地の翼」の女スパイ。ルパンのアジトから、ルパンが盗んだ機密ディスクが隠されていた絵を奪取する。兄だと思っていたラダと禁忌の肉体関係となっていたが、彼とは本当の兄妹ではなく、自らは利用されていただけであった。幼い頃、科学者である両親によって、海上要塞「クシャスラ」の自滅プログラムを発動させる機能を、手の甲の内に施されており、最終的にはその自滅プログラムを発動。クシャスラに衛星アスマンを激突させ、破壊する。その後、脱出してルパンに宝石「希望の明星」 を渡された。
「一億ドルの賞金首」では、本当の自分を見つける為に故郷であるトンスクで暮らしていたが、生きていたラダとICLのヨウコに人質として捕らわれていた。しかし、最終的にはラダとヨウコの居場所を突き止めたルパンに無事助け出される。
ラダ
「誰がために星は瞬く」に初登場。元旧アシャ国の軍人で、現在は国際窃盗団「大地の翼」の一員。妹のオルガと禁忌の肉体関係を持っていたが、実は本当の兄妹ではなく、それを知っていながらオルガの心を弄んでいた。その後、一部のメンバー達を連れて造反を起こし、シュトラビッチを射殺。オルガまでも、自滅プログラムの機能を持っていた事で殺そうとした。クシャスラを制圧に成功し、衛星をコントロールする事で世界を手中に収めようとするが、ルパン達によってクシャスラは自滅プログラムを発動させ、自身も次元の撃ったミサイルによって、致命傷を負う。しかしICLに密かに救助されたラダは、サイボーグ体となって蘇り、「一億ドルの賞金首」で、ルパンに復讐するべくICLのビジネスに協力。旧アシャ国の秘密研究所から衛星コントロール装置を盗み出し、ルパンに成り済まし「GDPの5%（12兆ドル）を用意しなければ静止衛星軌道上の軍事衛星を世界中の主要都市に落とす」とG7各国政府を脅迫しルパンを世界最大の凶悪犯にしようとするが、銭形と組んだルパンによって正体を暴露させられた為、計画は失敗に終わり、自身もルパンとの対決の末、崖下に落下して死亡する。
ヨウコ
「お子様の好きなスポーツ」に初登場。犯罪請負組織「インターナショナル・クライム・ロジスティックス（略称：ICL）」のボスの娘。元々は大学生であったが、初代ICLボスが引退したのを機に自らが2代目を引き継いだ。まだ10代の子供だけあって、時々冷静さを失い感情的になる事が多いが、頭の回転は早く、そのおかげでICLのボスも務まっている。ルパンの事を高く評価しており、彼を自らの配下に加える為、作品初期の事件において様々な暗躍を行っていた。しかし、「一億ドルの賞金首」にて、ラダと共闘してG7各国のGDPの5%（12兆ドル）を脅迫要求してそれを消滅させ、更にはアメリカの国債を暴騰させる事で、全てのヘッジファンドを潰し、国債を買い占めた自分が世界一の富豪になろうと目論んだが、計画の失敗によって全てが水の泡となってしまい、殺し屋にルパンの始末を任せて逃亡。その後はめっきり登場していない。
夕羅（ゆら）
「消えざる剣士の系譜」に初登場。日本古来より数百年にわたり、宝を巡って暗躍してきた盗賊の衆・月虎一族をまとめる三兄弟の長兄であり、悪徳業者達を裏で束ねる組織「月虎会」の会長でもある。剣の腕前においては、五ェ門と互角以上の腕前であり、主に、日本古来の宝をルパンが狙った時に、宝を巡って対決する事が多い。宝の為に殺し合いを続けてきた月虎一族の長だけあって、私怨に囚われようとはしない人物であり、妹の威音が弟の大猛を殺された怒りに駆られていた際にも長としてそれを咎めているが、大勢の部下を殺された怒りから、部下を殺した剣士・左門が戦闘力を失っているにも拘らず、感情的になって惨殺、それも背後から突き殺すという卑劣な行為をした事もある。
威音（いおん）
「消えざる剣士の系譜」に初登場。日本古来より数百年にわたり、宝を巡って暗躍してきた盗賊の衆・月虎一族をまとめる三兄弟の長女でくノ一の部隊を率いる。弟の大猛を殺され（実際に殺したのはルパンではないが）、奪った宝の一つである「花嫁の鎧」をルパンに取り返された際にルパンによって辱められた（全裸にされた）事から、ルパンに対しての恨みは深く、仇討ちに拘っていた。
ショコ☆ラ　
「ブラブラルパンとニャーニャーネコドーム」に初登場。中川グループの若き女性総帥だが、本名は不明。容姿はそれなりだが、中身はコスプレマニアでしかも重度の猫フェチでその上言動は傲岸不遜とどうしようもなく、ルパンもあまり食指を動かさない。なお、総帥としてはかなり有能。
「11章第7節のエレベーター」で、全世界で大規模な「人間同士で言葉が通じなくなったり、動物と言葉が通じたりする」という異常な言語障害が起こった際に再登場し、長年の悲願だった「猫と会話したい」という夢をかなえるため、ルパンたちに強引に同行する。

## パロディーまたは本名で出たキャラクター/団体建物等
- シラク仏大統領
- フランス防諜・外国資料局「SDECE（セデス）」特殊部隊[1]
- カダフィ大佐
- ジム・ゲイツ→ビル・ゲイツ
- ザイクロソフト→マイクロソフト
- ウイング2000→Microsoft Windows 2000
- ライナックス2001→Linux
- 水雲神社→出雲大社
- 第四帝国→第三帝国（南極をドイツ第四帝国の本拠地）
- ICPO
- アメリカ欧州軍→アメリカ軍を参考
- アンディ・ウォーホール
- 稲山旅館の主人→稲川淳二
- CNN
- 藤原紀香（名前のみ）
- 広末涼子（名前のみ）
- 長嶋茂雄
- 小室哲哉
- 小渕恵三
- クリントン前アメリカ合衆国大統領
- レディー・ゴゴ→レディー・ガガ

## ルパンのアジト
- 銭湯の地下。トイレで水洗レバーを大へ一回、小へ三回ひねると入れる。
- 墓場の地下。合言葉は「人生ハ?」「ひまつぶし」。

## 単行本
- ルパン三世Y・新

1. 2010年11月12日発売 ISBN 978-4575838343
2. 2011年11月28日発売 ISBN 978-4575839968